# Peru (Wisconsin)
Peru – miasto w Stanach Zjednoczonych, w stanie Wisconsin, w hrabstwie Dunn. Mieszka w nim 248 osób.